# Santa Fe (Ocotepeque)
Santa Fe è un comune dell'Honduras facente parte del dipartimento di Ocotepeque.
Il comune figurava come entità autonoma già nel censimento del 1887.